# Aristògenes (metge)
Aristogenes (grec: Ἀριστογένης; fl. segle iii aC) és el nom de dos metges grecs esmentats per la Suïda, dels quals un era natiu de Tassos, i va escriure diversos treballs mèdics, dels quals alguns dels títols es conserven. L'altre, segons la Suïda, era natiu de Cnidos i es va criar a Crisip; però Galè diu que era el seu alumne, i després es va convertir en metge a Antígones II Gònates, rei de Macedònia. Un metge amb aquest nom és citat per Cels i Plini el Vell. Els dos metges esmentats poden ser la mateixa persona.